# Guillaume de Bellegarde
 (mai 2025).
Guillaume Bellegarde est un homme politique français né le 8 juin 1768 à Toulouse (Haute-Garonne) et mort le 21 février 1837 au même lieu.
Maire de Toulouse, il est député de la Haute-Garonne de 1811 à 1815. Il est créé chevalier d'Empire en 1809 et baron d'Empire en 1813.